# Lotta libera ai Giochi della VII Olimpiade - Pesi massimi
La competizione della categoria pesi massimi (oltre 82,5 kg) di lotta libera dei Giochi della VII Olimpiade si tenne dal 25 al 27 luglio 1920 ad Anversa.

## Classifica finale
| Pos.    | Atleta           | Nazione       |
| ------- | ---------------- | ------------- |
| Oro     | Robert Roth      | Svizzera      |
| Argento | Nat Pendleton    | Stati Uniti   |
| Bronzo  | Fred Meyer       | Stati Uniti   |
| Bronzo  | Ernst Nilsson    | Svezia        |
| 5       | Sven Mattsson    | Finlandia     |
| 5       | Jussi Salila     | Finlandia     |
| 5       | Frederick Mason  | Gran Bretagna |
| 5       | Archie MacDonald | Gran Bretagna |

### Risultati
|  | Quarti di finale | Quarti di finale |                           |                           | Semifinali | Semifinali |  |  | Finale | Finale |
|  |                  |                  |                           |                           |            |            |  |  |        |        |
|  |                  |                  |                           |                           |            |            |  |  |        |        |
|  |                  |                  |                           |                           |            |            |  |  |        |        |
|  | Robert Roth      | D                |                           |                           |            |            |  |  |        |        |
|  | Robert Roth      | D                |                           |                           |            |            |  |  |        |        |
|  | Jussi Salila     |                  |                           |                           |            |            |  |  |        |        |
|  | Robert Roth      | V                |                           |                           |            |            |  |  |        |        |
|  | Robert Roth      | V                |                           |                           |            |            |  |  |        |        |
|  |                  | Fred Meyer       |                           |                           |            |            |  |  |        |        |
|  | Fred Meyer       | S                |                           |                           |            |            |  |  |        |        |
|  | Fred Meyer       | S                |                           |                           |            |            |  |  |        |        |
|  | Frederick Mason  |                  |                           |                           |            |            |  |  |        |        |
|  | Robert Roth      | V                |                           |                           |            |            |  |  |        |        |
|  | Robert Roth      | V                |                           |                           |            |            |  |  |        |        |
|  |                  | Nat Pendleton    |                           |                           |            |            |  |  |        |        |
|  | Nat Pendleton    | D                |                           |                           |            |            |  |  |        |        |
|  | Nat Pendleton    | D                |                           |                           |            |            |  |  |        |        |
|  | Sven Mattsson    |                  |                           |                           |            |            |  |  |        |        |
|  | Nat Pendleton    | V                | Finale per il terzo posto | Finale per il terzo posto |            |            |  |  |        |        |
|  | Nat Pendleton    | V                | Finale per il terzo posto | Finale per il terzo posto |            |            |  |  |        |        |
|  |                  | Ernst Nilsson    |                           |                           |            |            |  |  |        |        |
|  | Ernst Nilsson    | S                | Fred Meyer                | P                         |            |            |  |  |        |        |
|  | Ernst Nilsson    | S                | Fred Meyer                | P                         |            |            |  |  |        |        |
|  | Archie MacDonald |                  |                           | Ernst Nilsson             | P          |            |  |  |        |        |
|  | Archie MacDonald |                  |                           | Ernst Nilsson             | P          |            |  |  |        |        |
|  |                  |                  |                           |                           |            |            |  |  |        |        |
|  |                  |                  |                           |                           |            |            |  |  |        |        |